# Гуљкевичи
Гуљкевичи (рус. Гулькевичи) град је на југозападу европског дела Руске Федерације. Налази се на истоку Краснодарске Покрајине и административно припада њеном Гуљкевичком рејону чији је уједно и административни центар.
Према статистичким подацима Националне статистичке службе Русије за 2017. у граду је живело 34.360 становника. Званичан статус града има од 1961. године.

## Географија
Град Гуљкевичи се налази у источном делу Краснодарске покрајине, односно на северу припадајућег јој Гуљкевичког рејона. Лежи на ниској левој обали реке Кубањ од које је удаљен око 5 км, а са којом је раније био повезан потоком Самојлова Балка. Град се налази на надморској висини од око 100 m, на око 136 км североисточно од покрајинског центра Краснодара.

## Историја
Савремено градско насеље развило се из железничке станице на линији Ростов на Дону−Владикавказ, која је званично пуштена у употребу 15. јула 1875. године. Како је железничка станица саграђена на имању које је припадало руском војном делатнику Николају Гуљкевичу (1814—1876), сама станица, а касније и насеље које се развило уз њу, добили су име по њему − Гуљкевичи.
Захваљујући повољном географском положају и саобраћајној инфраструктури, насеље се брзо развијало и већ 1902. у њему је живело 950 становника. Године 1935. основан је Гуљкевички рејон, а Гуљкевичи постају рејонско седиште. Први званичан административни статус насеље добија у марту 1959. када му је додељен статус радничке варошице (рус. рабочий посёлок), а свега две године касније и статус званичног града.

## Демографија
Према подацима са пописа становништва 2010. у граду је живело 35.244 становника, док је према проценама из 2017. имао 34.360 становнка.
| 1939. | 1959.  | 1970.  | 1979.  | 1989.  | 2002.  | 2010.  | 2017.  |
| ----- | ------ | ------ | ------ | ------ | ------ | ------ | ------ |
| —     | 20.280 | 22.052 | 27.290 | 31.668 | 35.141 | 35.244 | 34.360 |

Према статистичким подацима из 2017. град Кропоткин се налазио на 459. месту међу 1.112 званичних градова Руске Федерације. У етничком погледу Руси су чинили апсолутну већину, док су најбројнија мањинска заједница били Јермени и Украјинци са уделом у укупној градској популацији од по 2%.